# Xysticus hedini
Xysticus hedini là một loài nhện trong họ Thomisidae.
Loài này thuộc chi Xysticus. Xysticus hedini được Ehrenfried Schenkel-Haas miêu tả năm 1936.